# 中国鉄路成都局集団有限公司
中国鉄路成都局集団有限公司（ちゅうごくてつろせいときょくゆうげんコンス）は、中華人民共和国中国国家鉄路集団に属する鉄道運営会社の一つである。旧称は成都鉄路局。略称は成都局、成局。1952年に設立され、局機関の本体は四川省成都市にある。
本局の管轄範囲は四川省、重慶市、貴州省内で、その他に雲南省内の一部も管轄する。宝成線、成渝線、成昆線、達成線、遂渝線、襄渝線、川黔線、渝懐線（鉄道の持株は広鉄集団）、内六線、黔桂線、滬昆線（湘黔線・貴昆線）、達万線等の路線を管轄し、営業路線距離は5000kmを超える。管区内に540の駅を有する。

## 機務段（機関区）
- 成都機務段（成段）
- 重慶機務段（重段）
- 南充機務段（南段）
- 貴陽機務段（貴段）

廃止された機務段
- 遵義機務段（遵段、貴陽機務段に併合）
- 麻尾機務段（麻段、貴陽機務段に併合）
- 重慶南機務段（重南、重慶機務段へ変わった）
- 馬角壩機務段（馬段、江油機務段に併合され、後に江油機務段自体が成都機務段に併合された）
- 江油機務段（江段、成都機務段に併合）
- 内江機務段（内段、重慶機務段に併合）
- 峨眉機務段（峨段、成都機務段に併合）
- 西昌機務段（西段、成都機務段に併合）
- 達成鉄路機輛事業部（成局達成、成都機務段に併合）